# Pullach (przystanek kolejowy)
Pullach (niem. Bahnhof Pullach) – przystanek kolejowy w Pullach im Isartal, w kraju związkowym Bawaria, w Niemczech. Znajduje się na linii Isartalbahn. Według DB Station&Service ma kategorię 6. Od 1981 jest częścią S-Bahn w Monachium.

## Położenie
Przystanek położony jest przy Bahnhofstrasse 10, w gminie Pullach, pomiędzy drogą krajową B11 i brzegiem rzeki Izara.

## Linie kolejowe
- München – Bichl

## Połączenia
Przystanek jest obsługiwany przez pociągi S-Bahn w Monachium linii S7 i S20.
| Linia | Trasa | Częstotliwość                          |
| ----- | --- | -------------------------------------- |
| S6    | Wolfratshausen – Icking – Ebenhausen-Schäftlarn – Hohenschäftlarn – Baierbrunn – Buchenhain – Höllriegelskreuth – Pullach – Großhesselohe Isartalbahnhof – Solln – Siemenswerke – Mittersendling – Harras – Heimeranplatz – Donnersbergerbrücke – Hackerbrücke – Hauptbahnhof – Karlsplatz (Stachus) – Marienplatz – Isartor – Rosenheimer Platz – Ostbahnhof – St.-Martin-Straße – Giesing – Perlach – Neuperlach Süd – Neubiberg – Ottobrunn – Hohenbrunn – Wächterhof – Höhenkirchen-Siegertsbrunn – Dürrnhaar – Aying – Peiß – Großhelfendorf – Kreuzstraße | co 20 minut                            |
| S20   | Pasing – Heimeranplatz – Mittersendling – Siemenswerke – Solln – Großhesselohe Isartalbahnhof – Pullach – Höllriegelskreuth | pojedyncze pociągi w godzinach szczytu |